# Siegfried Klapper
Siegfried Klapper (* 1918 in Windhoek, Namibia; † März 2012 in St. Christol) war ein deutscher Maler.

## Leben
Er wurde im damaligen Südwestafrika geboren und machte in Berlin sein Abitur. 1937–1938 wurde er als Soldat ausgebildet. Im Zweiten Weltkrieg wurde er als Soldat in Polen, Russland und Italien eingesetzt. Während eines Bildungsurlaubes studierte er 3 Monate an der damaligen Hochschule für bildende Künste Berlin Malerei bei Erik Richter. 1945 zog er zunächst nach Aumühle/Wildeshausen bei Oldenburg und dann nach Bergen-Enkheim bei Frankfurt am Main, wo er bis zur Zuweisung einer Dachwohnung bei dem Schriftsteller Rolf Schroers wohnte, dem Bruder des im Krieg gefallenen Bremer Malers Hans Schroers. Später zog sich in das Kloster Arnsburg bei Lich in Oberhessen zurück. Ab 1968 lebte er in einem ländlichen Bauernhaus bei Mormoiron in der Provence, nahe Carpentras.
Siegfried Klapper verstarb im März 2012 in St. Christol.

## Werk
In klein- bis kleinstformatigen Arbeiten, – oft nur eine Handbreit groß –, zeichnete und malte er meist Dinge aus seiner direkten Umgebung. Nicht so, wie sie sind, sondern so, wie er sie durch den Filter seiner Erinnerung, oft erst Jahre später, sah. Wie versteinert wirken Äpfel, Sommerwiesen und Bäume. In akribischen, feinsten Nuancen bannte Klapper eine statische und artifizielle Welt. Leere Ruinenstädte und Landschaften, nächtliche Wälder, Früchte und Alltagsgegenstände bekommen einen surrealen, unwirklichen Beiklang. Ihre absolute Einsamkeit zieht den Betrachter in ihren Bann.

## Zitate
„Meine Seele liebt es, ihr Nest auf den hohen Kanten der bösesten Stahlkonstruktionen zu bauen und in den Himmel zu schauen, der scheinbar vor Hoffnungslosigkeit alle Liebe zu Eis erstarren lässt.“ (1957)
„Ja, ich würde das Risiko eingehen, in einer dieser menschenleeren Städte zu leben.“ (1965)
„Da bin ich nach Südfrankreich gekommen, um die Ruinenstädte und den Krieg zu vergessen. Die Provence ist herrlich in ihrem Grau zu dieser Zeit: alles bleibt gedämpft, bis auf das Licht, das manchmal nicht zu ertragen ist. Hier habe ich den Mond und die Sterne entdeckt.“ (1983)

## Ausstellungen
- 1948/51 Galerie Schwoon Oldenburg
- 1955 Stadtbibliothek Heidelberg
- 1957/61/63/68 Frankfurter Kunstkabinett
- 1958 Kunstverein Braunschweig; Johannesburg, Südwest-Afrika; Galerie für moderne Kunst, Hannover
- 1958/60 Böttcherstraße Bremen,
- 1959 Stadtmuseum Oldenburg
- 1961 Frankfurter Kunstkabinett
- 1962 Galleria Gian Ferrari, Mailand
- 1963 Galerie de Marignan, Paris
- 1963/66/06/07 Galerie Brockstedt
- 1964 Galerie Desbrière, Paris
- 1968 Frankfurter Kunstkabinett
- 1969 Silberberg Galleries, Südwestafrika
- 1972 Galeria Juana Mordó, Madrid
- 1973 Galerie Brockstedt Hamburg
- 1975/79 Galerie Meyer Ellinger, Frankfurt
- 1979 Galerie Claude Bernard, Paris
- 1982 Galerie Herbert Meyer-Ellinger, Frankfurt
- 1983 Galerie Brockstedt, Hamburg
- 1986 Galerie Meyer-Ellinger, Frankfurt
- 2006 Galerie Brockstedt, Hamburg
- 2007/11 Galerie Brockstedt, Berlin